# Ngọc Sơn (núi)
Ngọc Sơn (tiếng Trung: 玉山; bính âm: Yùshān) là ngọn núi cao nhất tại Đài Loan và là ngọn núi cao thứ tư tại các hòn đảo trên Trái Đất. Trong mùa đông, đỉnh núi Ngọc Sơn thường được bao phủ bởi một lớp tuyết mỏng và khi quan sát giống như một viên ngọc chói sáng, và đây cũng chính là nguồn gốc của tên gọi. Ngọc Sơn cùng với các ngọn núi xung quanh thuộc về dãy núi Ngọc Sơn và là một phần của Công viên quốc gia Ngọc Sơn tại Đài Loan. Công viên quốc gia Ngọc Sơn là công viên quốc gia lớn nhất, cao nhất và khó tiếp cận nhất trong cả nước. Khu vực này bao gồm vùng đất hoang dã có quy mô lớn nhất còn lại tại Đài Loan và được chú ý bởi các cánh rừng nguyên sinh và sự đa dạng động thực vật, trong đó có nhiều loài đặc hữu.
Ngọc Sơn là đỉnh núi cao nhất dãy núi cùng tên với cao độ 3.952 mét (12.966 ft) trên mực nước biển. Ngọn núi từng nằm dưới đại dương và được nâng lên tới độ cao hiện nay do Mảng lục địa Âu-Á trượt dưới Mảng lục địa Biển Philippines.
Khu vực đại dương ở phía đông bờ biển Đài Loan có độ sâu lớn; và thực tế, sườn núi còn dốc xuống Thái Bình Dương và đạt đến một độ sâu hơn 4.000 mét (13.100 ft) ở khoảng cách khoảng 50 km (30 mi) tính từ bờ biển. Từ quan điểm này, Ngọc Sơn thậm chí còn cao đến 8.000 mét (26.200 ft) tính từ dốc từ gần đáy đại dương.

## Địa lý và địa chất
Hòn đảo Đài Loan nằm ở nơi giao nhau giữa hai phiến lục địa là Mảng Âu Á và Mảng Biển Philippines. Vào cuối Đại Cổ sinh (khoảng 250 triệu năm trước), đất đai trên đảo vẫn còn những trầm tích dưới đáy biển như bùn và cát. Khi hai mảng lục địa va vào nhau, đất bị vênh, uốn cong, và tạo ra cảnh quan là 165 ngọn núi cao hơn 3.000 m (9.800 ft) trên mực nước biển trên một hòn đảo nhỏ chỉ có diện tích đứng thứ 38 trên thế giới.
| Dữ liệu khí hậu của Ngọc Sơn (1981-2010) | Dữ liệu khí hậu của Ngọc Sơn (1981-2010) | Dữ liệu khí hậu của Ngọc Sơn (1981-2010) | Dữ liệu khí hậu của Ngọc Sơn (1981-2010) | Dữ liệu khí hậu của Ngọc Sơn (1981-2010) | Dữ liệu khí hậu của Ngọc Sơn (1981-2010) | Dữ liệu khí hậu của Ngọc Sơn (1981-2010) | Dữ liệu khí hậu của Ngọc Sơn (1981-2010) | Dữ liệu khí hậu của Ngọc Sơn (1981-2010) | Dữ liệu khí hậu của Ngọc Sơn (1981-2010) | Dữ liệu khí hậu của Ngọc Sơn (1981-2010) | Dữ liệu khí hậu của Ngọc Sơn (1981-2010) | Dữ liệu khí hậu của Ngọc Sơn (1981-2010) | Dữ liệu khí hậu của Ngọc Sơn (1981-2010) |
| Tháng                                    | 1                                        | 2                                        | 3                                        | 4                                        | 5                                        | 6                                        | 7                                        | 8                                        | 9                                        | 10                                       | 11                                       | 12                                       | Năm                                      |
| ---------------------------------------- | ---------------------------------------- | ---------------------------------------- | ---------------------------------------- | ---------------------------------------- | ---------------------------------------- | ---------------------------------------- | ---------------------------------------- | ---------------------------------------- | ---------------------------------------- | ---------------------------------------- | ---------------------------------------- | ---------------------------------------- | ---------------------------------------- |
| Trung bình ngày tối đa °C (°F)           | 3.7 (38.7)                               | 3.7 (38.7)                               | 5.4 (41.7)                               | 7.8 (46.0)                               | 10.6 (51.1)                              | 12.1 (53.8)                              | 13.8 (56.8)                              | 13.6 (56.5)                              | 13.0 (55.4)                              | 13.2 (55.8)                              | 10.2 (50.4)                              | 6.2 (43.2)                               | 9.4 (48.9)                               |
| Trung bình ngày °C (°F)                  | −1.1 (30.0)                              | −0.5 (31.1)                              | 1.1 (34.0)                               | 3.4 (38.1)                               | 5.7 (42.3)                               | 7.1 (44.8)                               | 7.9 (46.2)                               | 7.8 (46.0)                               | 7.1 (44.8)                               | 6.5 (43.7)                               | 4.0 (39.2)                               | 0.8 (33.4)                               | 4.2 (39.6)                               |
| Tối thiểu trung bình ngày °C (°F)        | −4.5 (23.9)                              | −3.7 (25.3)                              | −1.9 (28.6)                              | 0.4 (32.7)                               | 2.6 (36.7)                               | 4.2 (39.6)                               | 4.4 (39.9)                               | 4.4 (39.9)                               | 3.8 (38.8)                               | 2.6 (36.7)                               | 0.3 (32.5)                               | −2.7 (27.1)                              | 0.8 (33.4)                               |
| Lượng Giáng thủy trung bình mm (inches)  | 83.1 (3.27)                              | 120.5 (4.74)                             | 139.1 (5.48)                             | 244.4 (9.62)                             | 414.0 (16.30)                            | 488.2 (19.22)                            | 445.6 (17.54)                            | 519.3 (20.44)                            | 325.2 (12.80)                            | 144.3 (5.68)                             | 77.6 (3.06)                              | 70.0 (2.76)                              | 3.071,3 (120.92)                         |
| Số ngày giáng thủy trung bình (≥ 0.1 mm) | 7.2                                      | 7.1                                      | 8.6                                      | 14.6                                     | 18.5                                     | 18.6                                     | 17.2                                     | 18.4                                     | 16.0                                     | 11.0                                     | 7.7                                      | 5.6                                      | 150.5                                    |
| Độ ẩm tương đối trung bình (%)           | 64.2                                     | 73.8                                     | 78.5                                     | 82.0                                     | 80.9                                     | 82.1                                     | 77.0                                     | 81.0                                     | 79.9                                     | 70.0                                     | 65.5                                     | 61.2                                     | 74.7                                     |
| Số giờ nắng trung bình tháng             | 202.4                                    | 146.8                                    | 150.0                                    | 132.1                                    | 139.7                                    | 132.5                                    | 177.2                                    | 160.4                                    | 152.3                                    | 207.2                                    | 203.9                                    | 203.5                                    | 2.008                                    |
| Nguồn: Central Weather Bureau            |                                          |                                          |                                          |                                          |                                          |                                          |                                          |                                          |                                          |                                          |                                          |                                          |                                          |

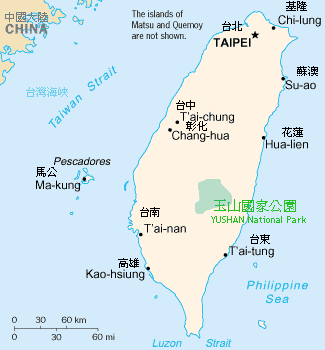
Vườn quốc gia Ngọc Sơn

Với tầm nhìn toàn cảnh, núi chồng lên núi với những thung lũng sâu, công viên quốc gia Ngọc Sơn đã trở thành một trong số những địa danh du lịch nổi tiếng nhất tại Đài Loan. Các quang cảnh, buổi bình minh và hoàng hôn, đặc điểm địa chất và ngắm nhìn mây mù, được gọi là Vân Hải tức biển mây (云海, yúnhǎi) tại các thung lũng là những điểm lôi cuốn du khách. Hiển nhiên, ngọn núi Ngọc Sơn là điểm trọng tâm của công viên. Ngoài ra Ngọc Sơn còn thu hút những người Đài Loan ưa leo núi, các nhà chinh phục đỉnh núi quốc tế thường kết hợp khám phá Ngọc Sơn cùng với Núi Kinabalu và Núi Phú Sĩ trong bộ ba hành trình tại châu Á.
Ngọc Sơn có 5 đỉnh núi nổi tiếng là:
- Đỉnh chính Ngọc Sơn (玉山主峰), 3.952 m (12.966 ft)
- Đỉnh Ngọc Sơn Đông (玉山東峰), 3.869 m (12.694 ft)
- Đỉnh Ngọc Sơn Bắc (玉山北峰), 3.858 m (12.657 ft)
- Đỉnh Ngọc Sơn Nam (玉山南峰), 3.844 m (12.612 ft)
- Đỉnh Ngọc Sơn Tây (玉山西峰), 3.467 m (11.375 ft)

Các đỉnh đông, tây, nam và bắc tập trung quanh đỉnh chính. Đỉnh Đông cao 3.869 m (12.694 ft) và được coi là một trong 10 đỉnh núi cao nhất Đài Loan (十峻, thập tuấn). Đỉnh Nam là một đỉnh đá phiến sét đen nhọn và sắc cạnh. Đỉnh Tây là đỉnh có thể tiếp cận tương đối thuận lợi của Ngọc Sơn và được bao phủ bởi rừng cây rậm rạp. Đỉnh Bắc là một phần của một sườn núi dài giống như như bướu của con lạc đà. Đỉnh Bắc cũng là nơi xây dựng công trình cố định cao nhất tại Đài Loan, trạm thời tiết Ngọc Sơn, nơi du khách thường xuyên được chào đón.

## Hình ảnh

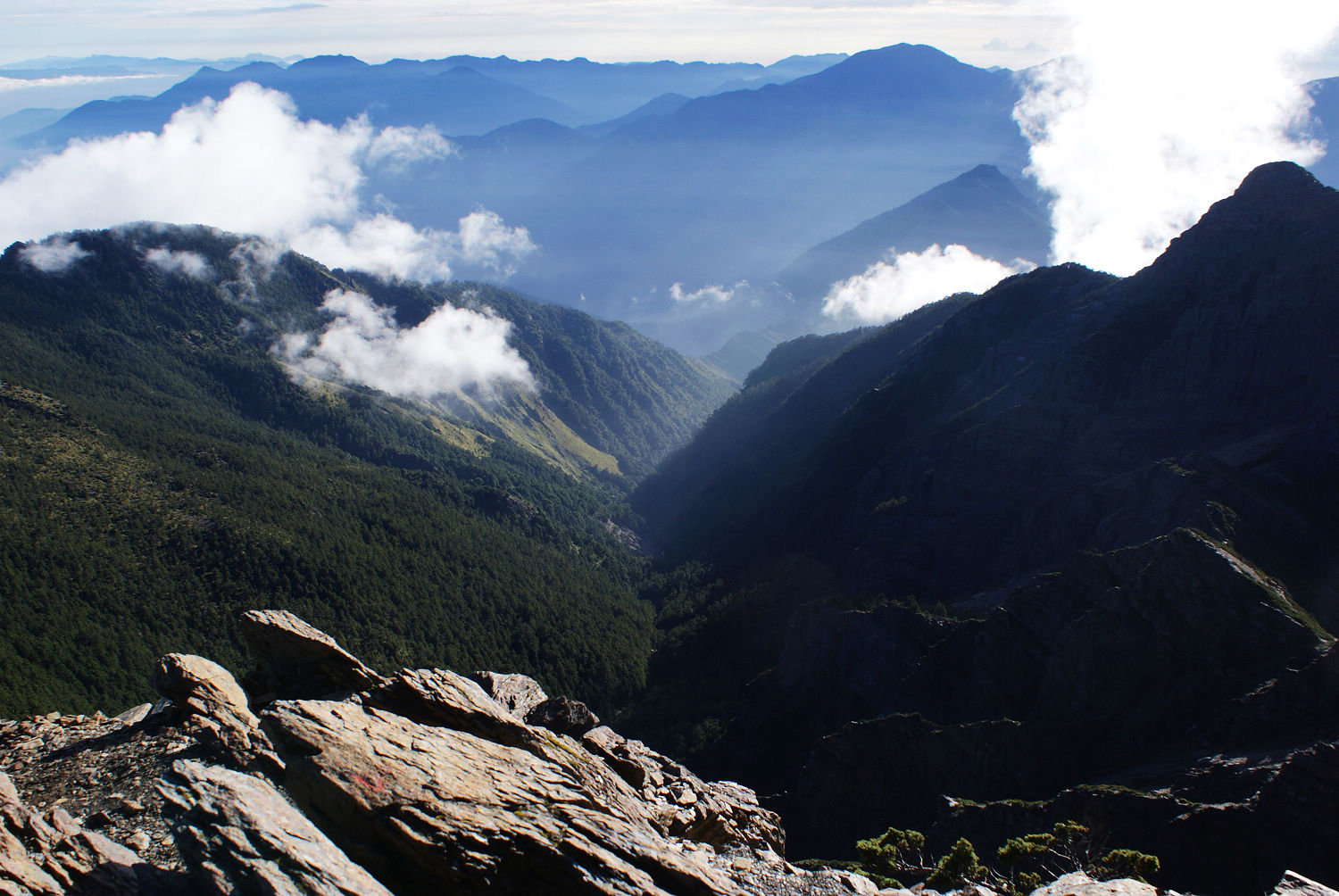
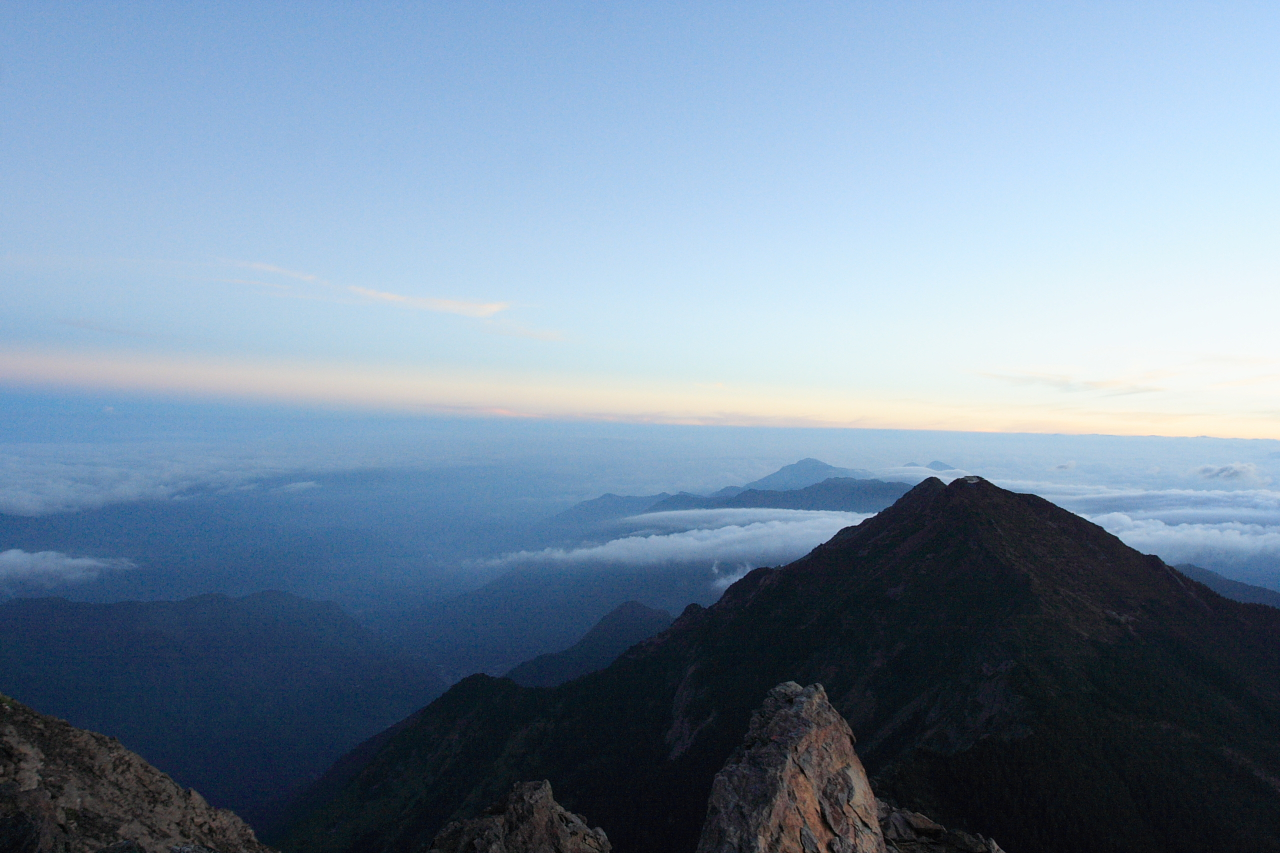
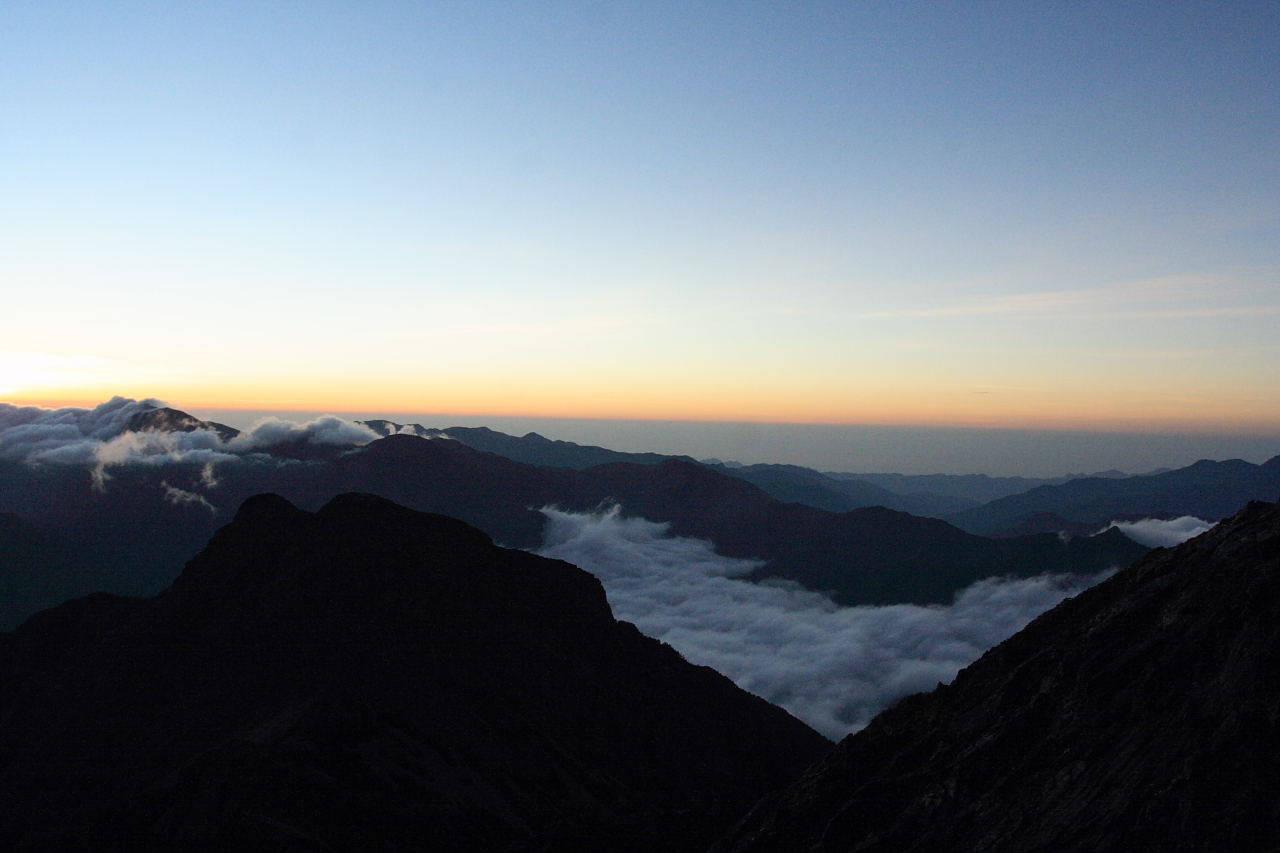
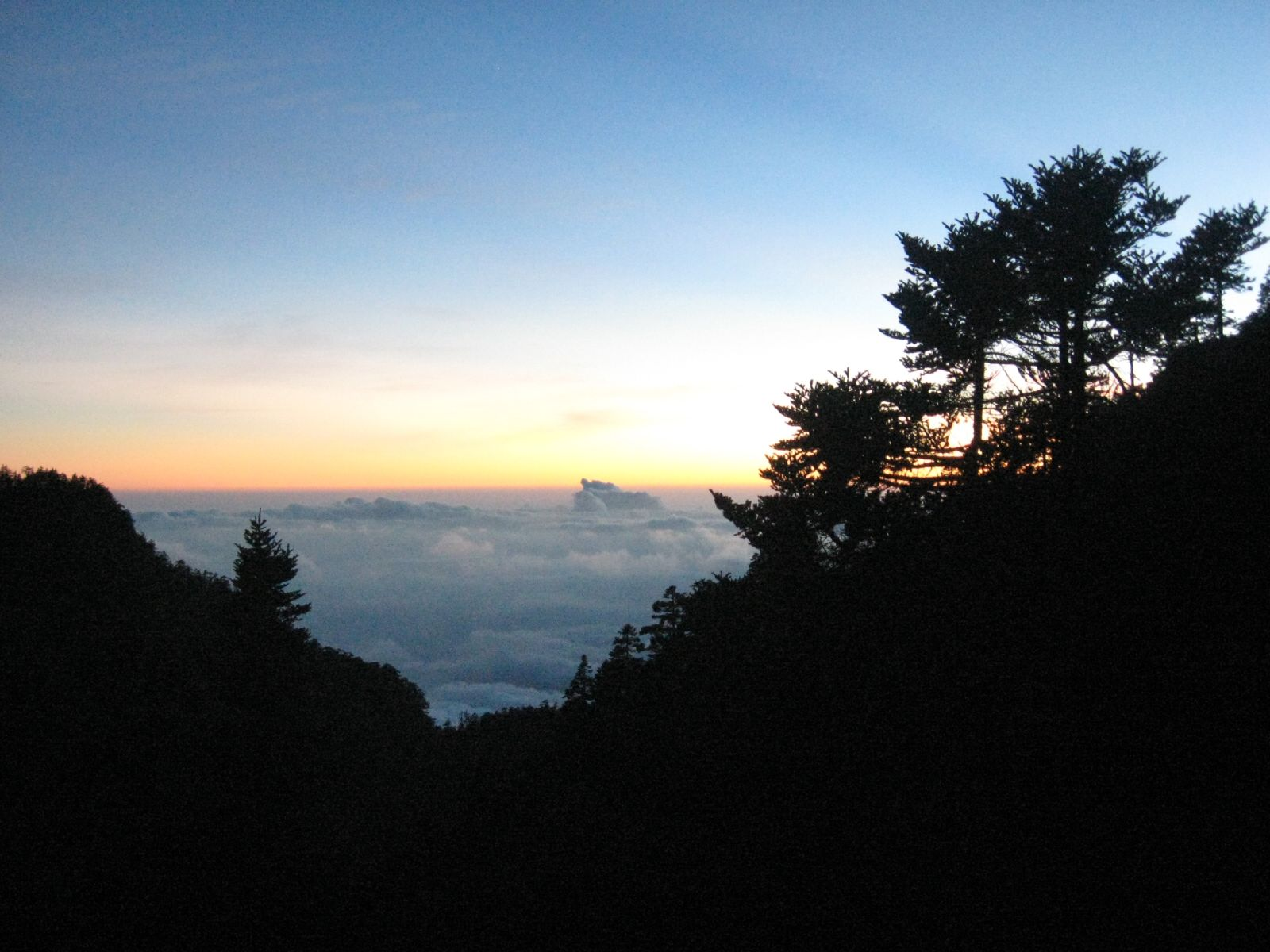
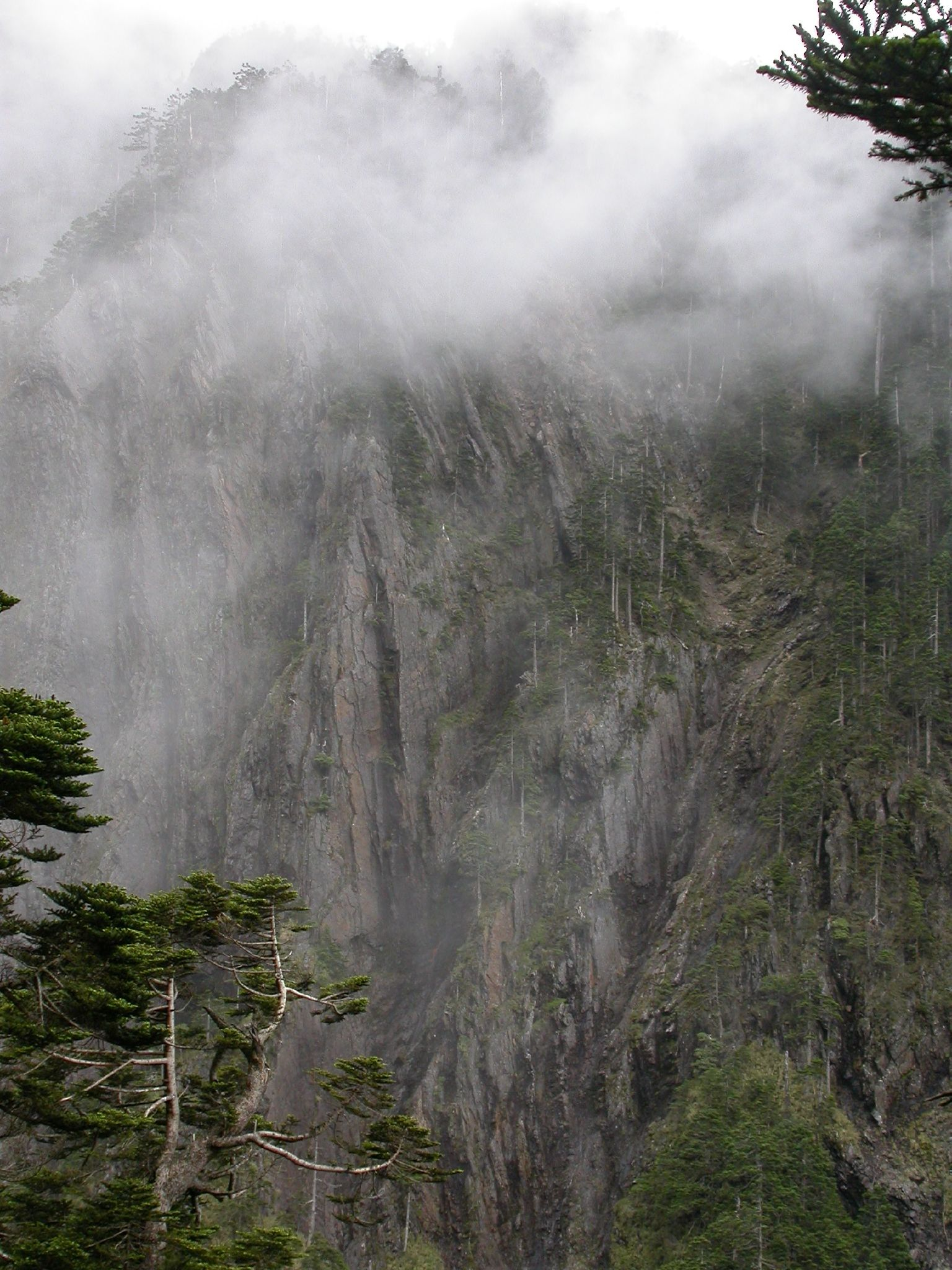
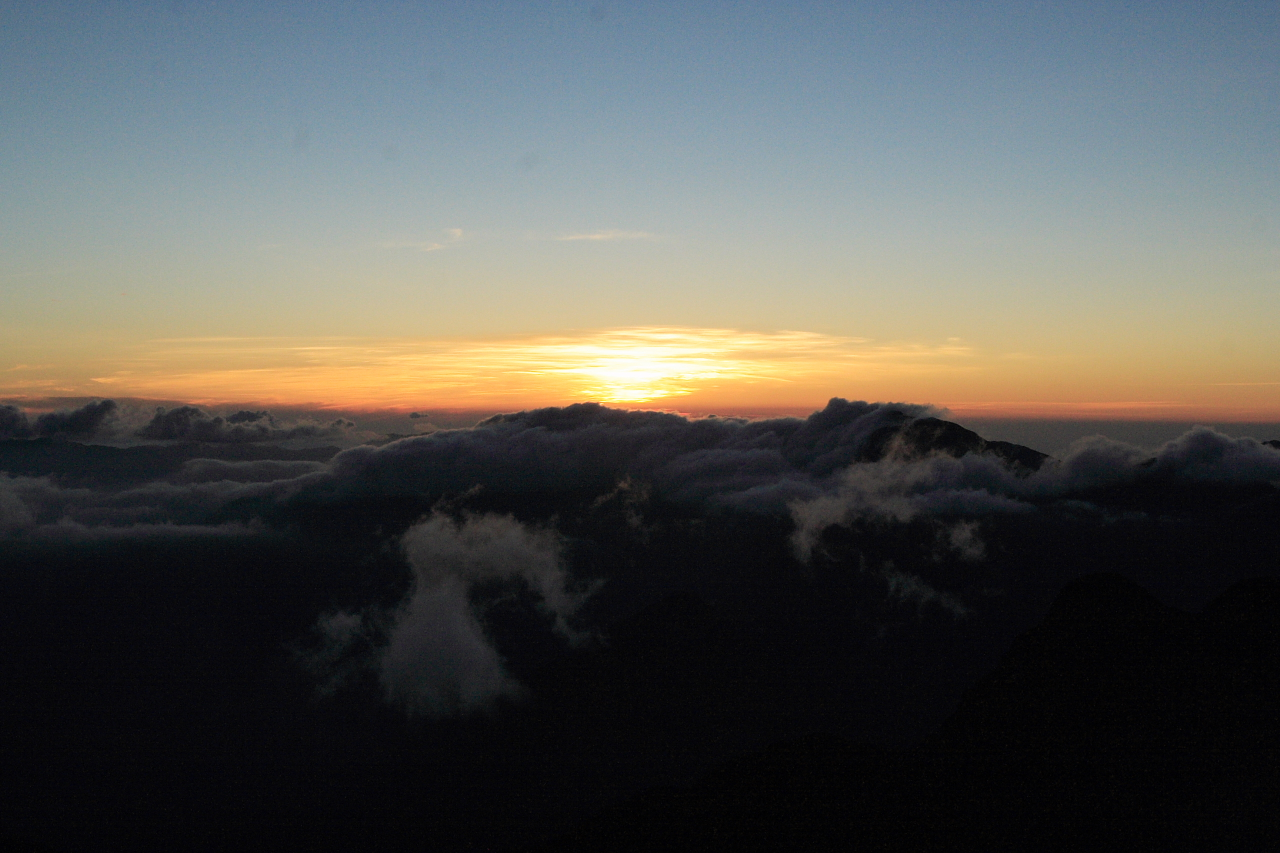
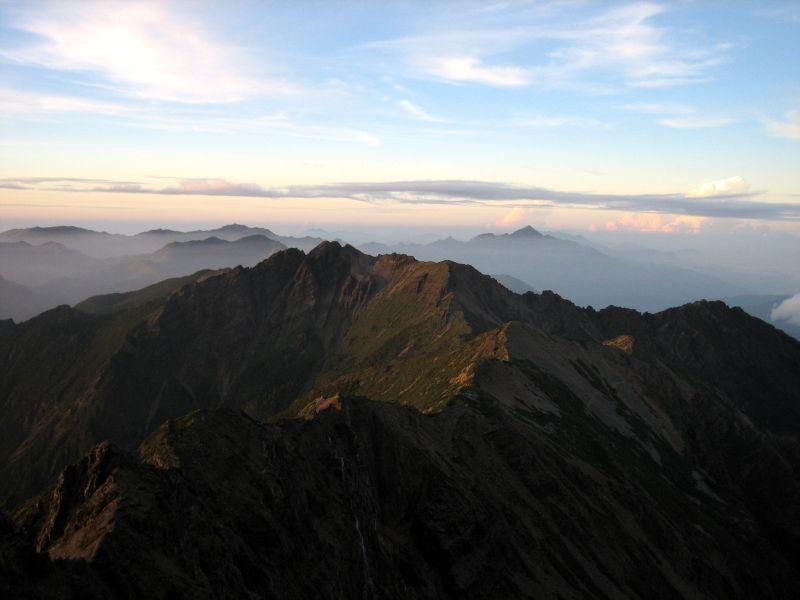
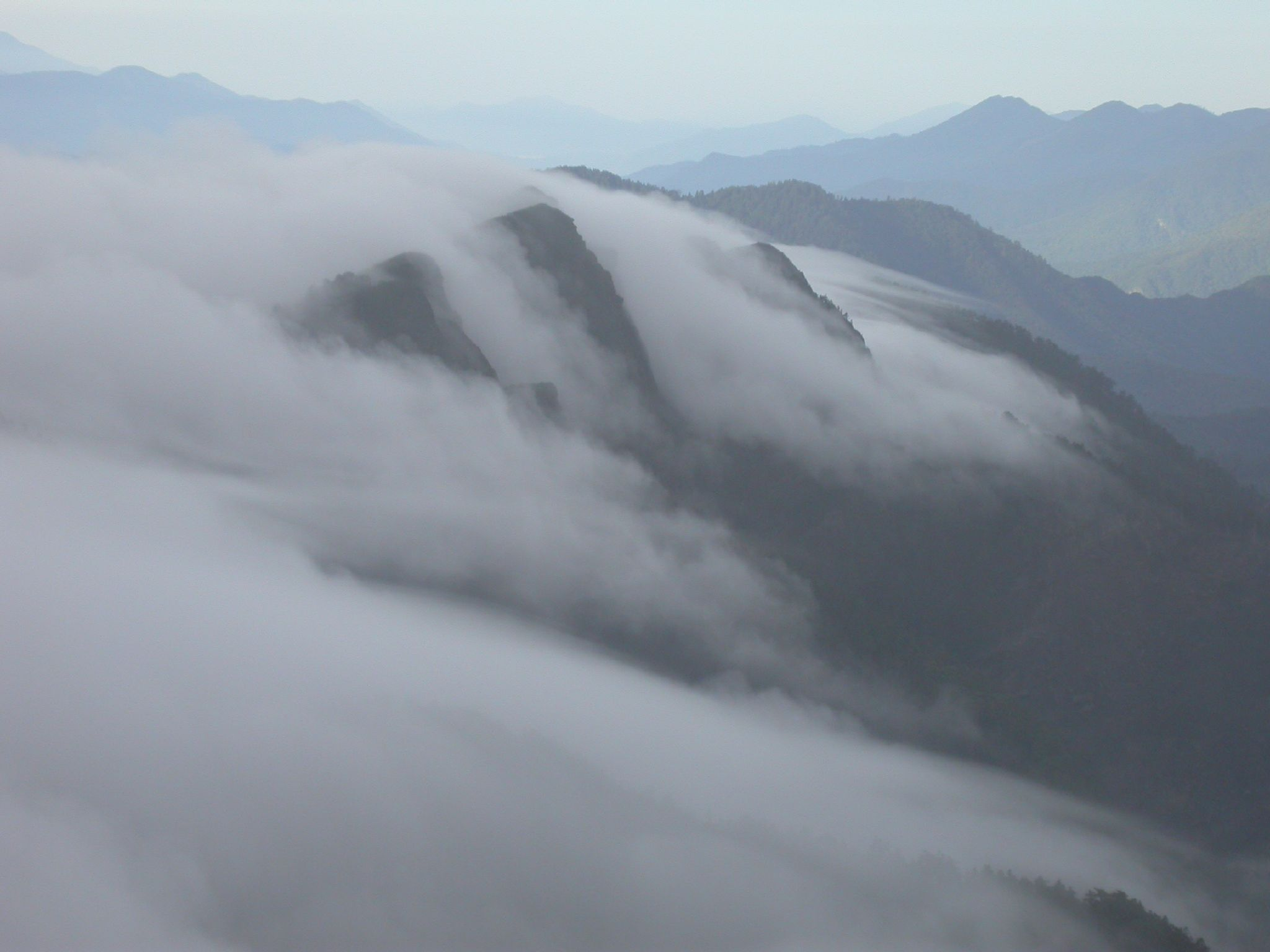
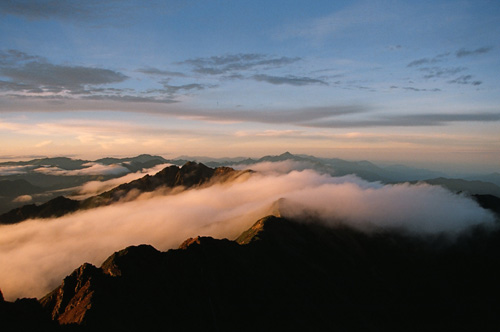
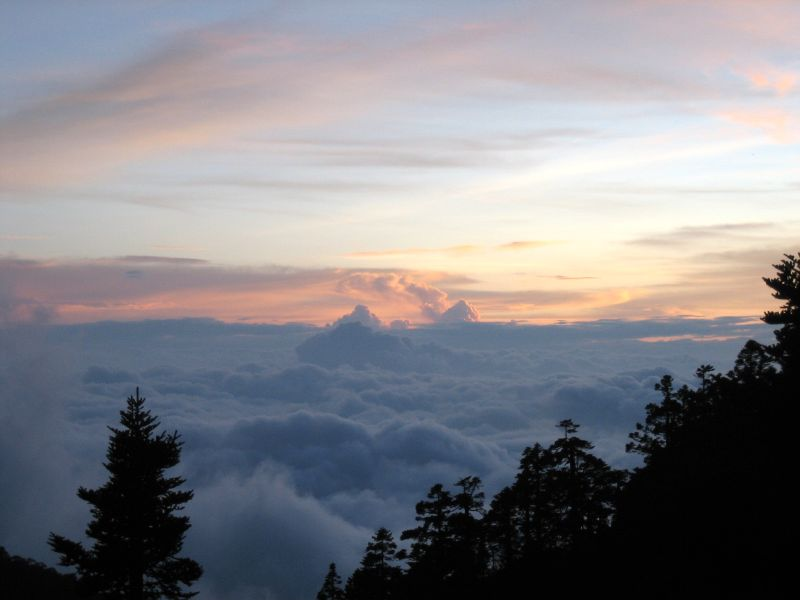
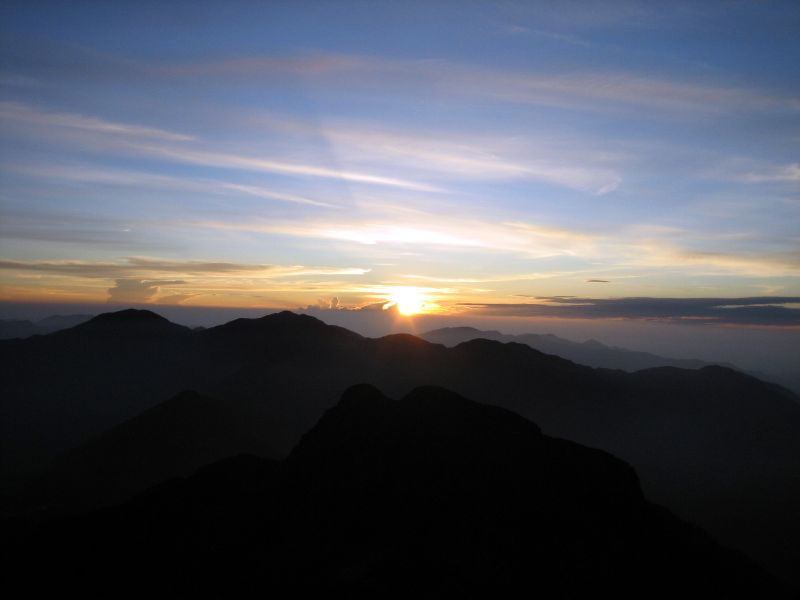
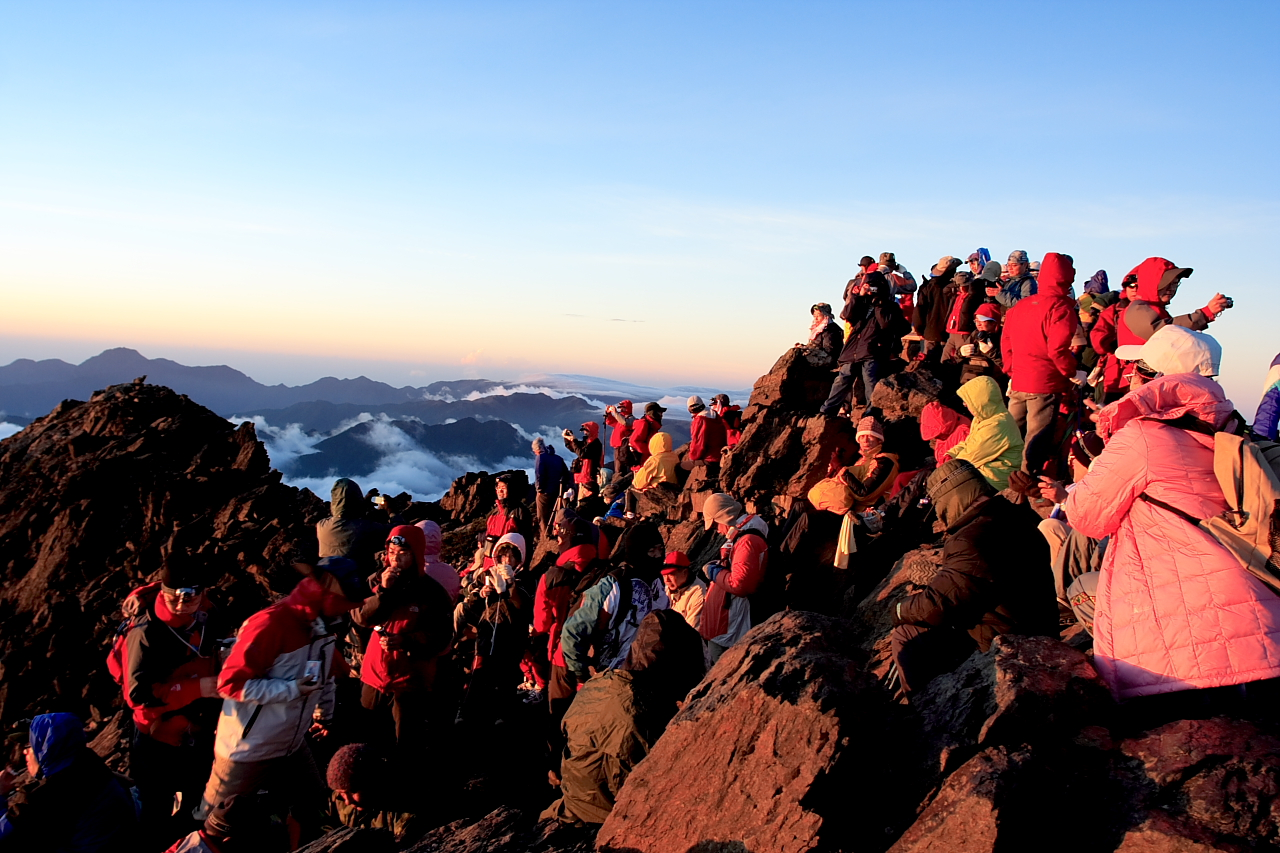
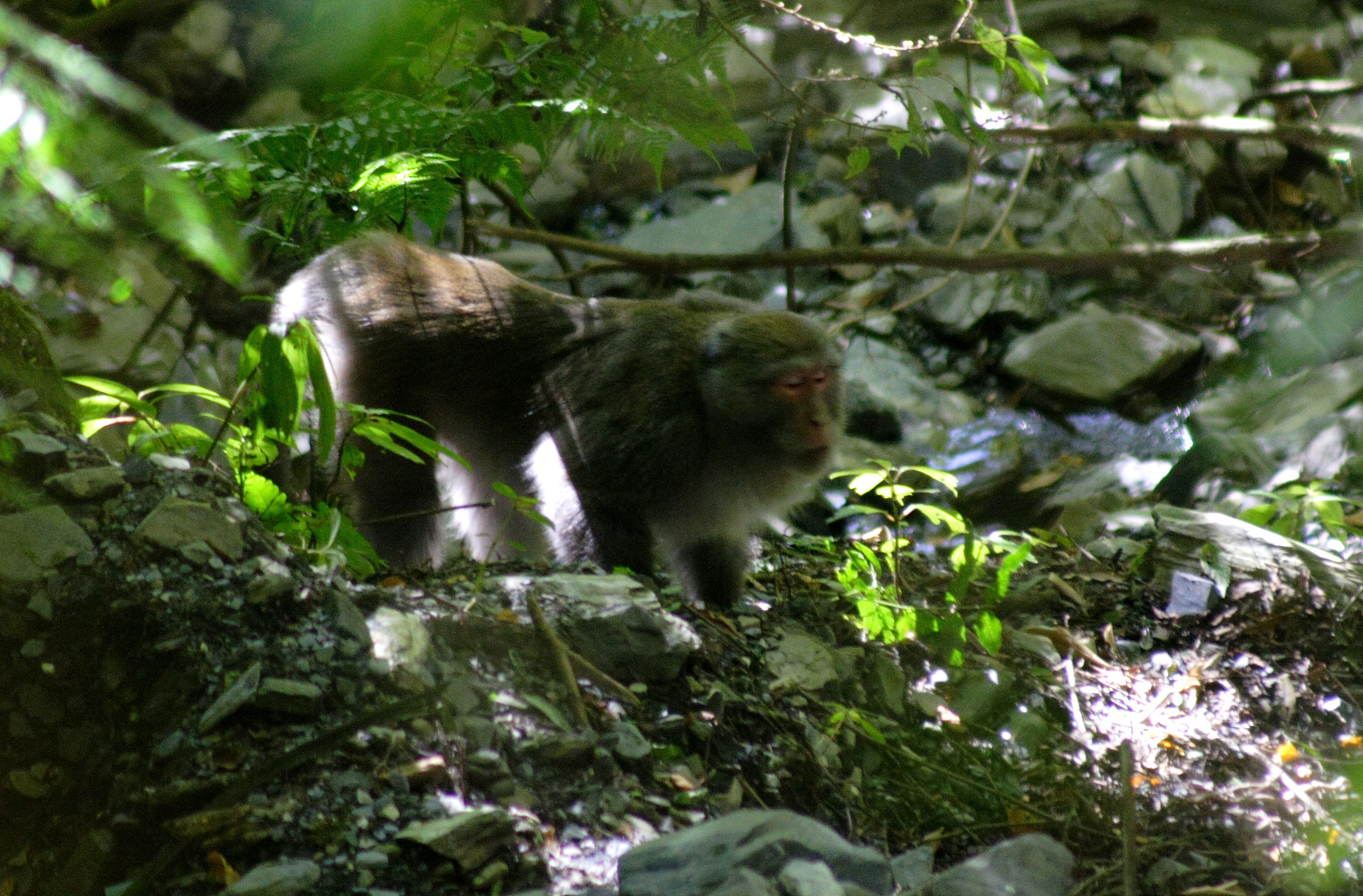